# Balsfjorden
El Balsfjorden (sami septentrional: Báhccavuotna) és un fiord situat als municipis de Balsfjord i Tromsø, comtat de Troms, Noruega. Amb 57 quilòmetres de llarg el fiord flueix just al sud de la ciutat de Tromsø. Transcorre en una direcció nord-sud, que van de 2 a 7 quilòmetres d'ample. La ruta europea E8 segueix la major part de la costa oriental del fiord i les curses de la ruta E6 al llarg de l'extrem sud del fiord.